# Sauda
Sauda este o comună din provincia Rogaland, Norvegia.
Se află cu cel mai înalt punct în Kyrkjenuten[*], la 1.602 m. Are o suprafață de 546,56 km². Populația este de 4.543 locuitori, determinată în 1 ianuarie 2023, prin Folkeregisteret[*].